# Agrotis lasserrei
Agrotis lasserrei là một loài bướm đêm trong họ Noctuidae.